# ジェニー・トゥーレル
ジェニー・トゥーレル（Jennie Tourel, 1900年6月22日 - 1973年11月23日）は、現在のベラルーシ出身のメゾソプラノ歌手。
ロシア帝国領ヴィーツェプスクにイェニー・ダヴィドヴィチ (Jennie Davidovic) として生まれる。フルートとピアノを学んだが、ロシア革命のために家族ともどもダンツィヒ近郊に行き、結局パリに移り住んだ。パリではレイナルド・アーンとアンナ・エル・トゥアに師事した。
1929年にエミール・クーパーの指揮でボロディンの『イーゴリ公』に出演してパリ・デビューを飾り、翌年にはシカゴ・シヴィック・オペラでエルネスト・モレの『ロレンザッチョ』に出演してアメリカ・デビューを飾った。その後、パリのオペラ座とニューヨークのメトロポリタン歌劇場を往来するようになったが、1940年にナチス占領前のパリを脱出してアメリカに渡り、1946年に市民権を取得した。その後は、レナード・バーンスタインの『エレミア』の初演、1951年のフェニーチェ座でのストラヴィンスキーの『放蕩児の遍歴』の初演への参加などが挙げられ、バーンスタインは彼女のために「私は音楽が嫌い」という連作歌曲を作っている。
ジュリアード学院などでも教鞭をとり、主な弟子にバーバラ・ヘンドリックスが挙げられる。
ニューヨークで死去した。